# Engbro Sø
Engbro Sø (dansk) eller Engbrücksee (tysk) er en cirka 6,5 ha stor indsø beliggende nordøst for landsbyen Engbro i Sydslesvig. Administrativ hører søen under Bollingsted Kommune i Slesvig-Flensborg kreds i den nordtyske delstat Slesvig-Holsten. Syd om søen løber Bollingsted Å mod Trenen. 
Søen har sit navn fra landsbyen Engbro, som er første gang nævnt 1648 og som har fået navn efter en bro over Bollingsted Å. 